# Edurne Pasaban

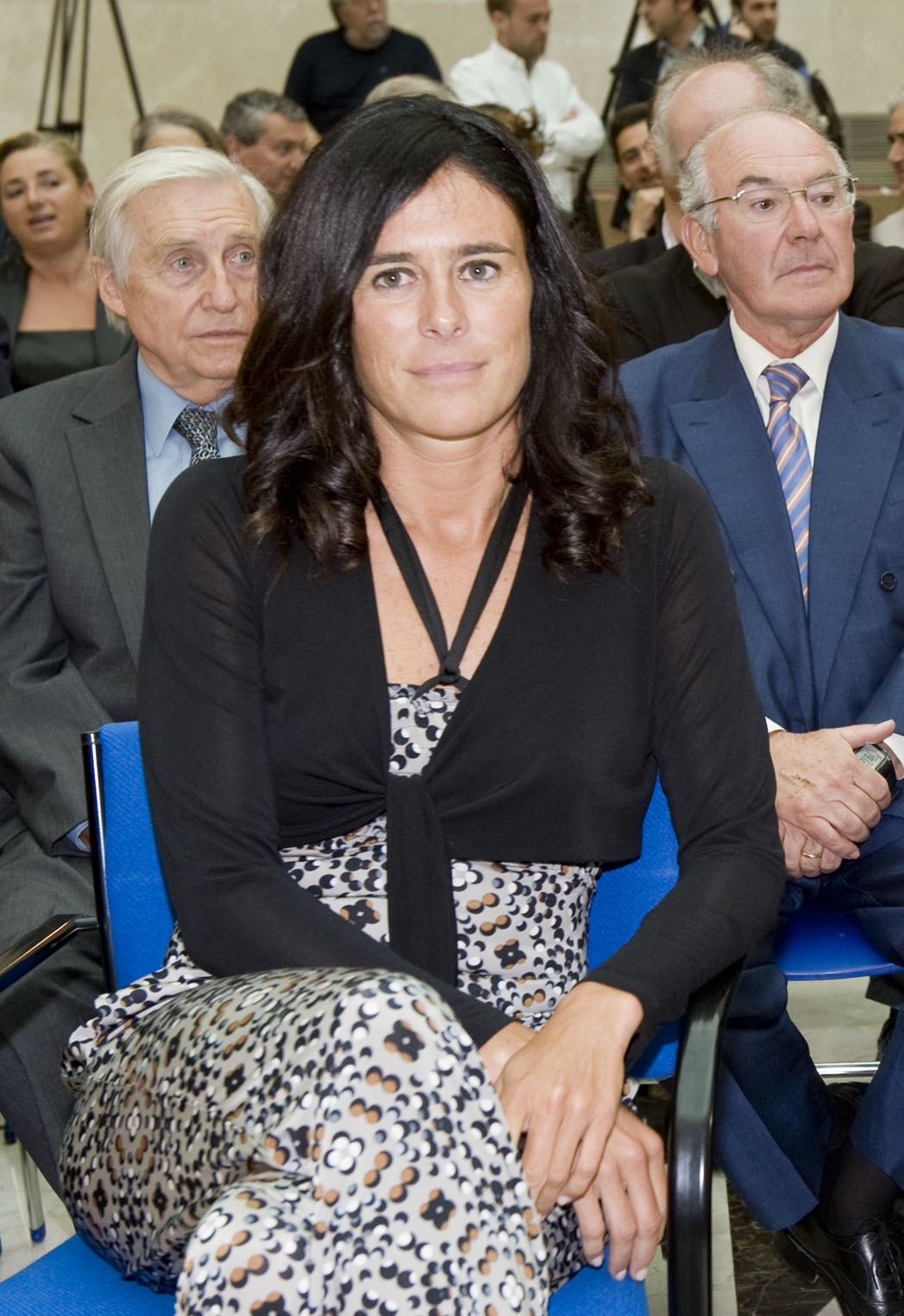
Edurne Pasaban (2010)

Edurne Pasaban Lizarribar (* 1. August 1973, in Tolosa, Guipúzcoa, Spanien) ist eine baskische Bergsteigerin. Sie hat alle vierzehn Achttausender bestiegen und zählt somit neben Wanda Rutkiewicz, Oh Eun-Sun, Gerlinde Kaltenbrunner und Nives Meroi zu den erfolgreichsten Höhenbergsteigerinnen.

## Leben
Edurne Pasaban Lizzaribar wurde in Tolosa geboren und stammt aus einer dort ansässigen wohlhabenden Unternehmerfamilie. Nach der Schule studierte sie Maschinenbau in Barcelona, sie hat auch einen Abschluss in Wirtschaftsingenieurwesen der Universität des Baskenlandens und einen Master in Personalmanagement der ESADE Business School. Sie war als älteste Tochter vorgesehen, das Familienunternehmen weiterzuführen. Heute ist sie außerordentliche Professorin am Instituto de Empresa, hält Vorträge und berät Unternehmen.
Mit 16 machte die Familie einen Urlaub in den französischen Alpen und bestieg den Mont Blanc, dies weckte den Wunsch in Pasaban öfter auf Berge zu steigen. Schnell wurde sie eine gute Kletterin, doch das Höhenbergsteigen wurde zu ihrer Passion. Bereits 1990 im Alter von 17 Jahren reiste sie in die südamerikanischen Anden und bestieg den Chimborazo (6310 m) in Ecuador. 1998 war Pasaban das erste Mal in Nepal, die Berge und die Menschen haben sie so fasziniert, dass sie über 20 Expedition im Himalaya leitete und eine Stiftung gründete, um den Menschen in Nepal zu helfen.
Bis zum Ende ihres Studium war das Höhenbergsteigen eher eine Freizeitbeschäftigung, dann entschied Pasaban sich, Profibergsteigerin zu werden und nicht in das Familienunternehmen einzutreten. Die Familie hat nach einer Weile ihre Wahl akzeptiert.
Am 17. Mai 2010 erreichte Pasaban mit dem Shisha Pangma Gipfel ihren 14. Achttausender und ist somit nach Oh Eun-sun die zweite Frau und die erste Europäerin, die alle 14. Achttausender bestiegen hat.
Für ihr Engagement und ihren Einsatz hat Pasaban zahlreiche Auszeichnungen bekommen, darunter die Goldmedaille für sportliche Verdienste (Medalla de Oro al Mérito Deportivo) und den Königin-Sofia-Preis  für die beste Sportlerin des Jahres 2011 (Reina Sofia al Mejor Deportista del Ano en 2011). Am 28. April 2025 wurde ein Asteroid nach ihr benannt: (31651) Edurnepasaban.

## Besteigung aller Achttausender
Pasaban gilt als die erste Frau, die alle Achttausender bestiegen hat; lediglich die Südkoreanerin Oh Eun-sun war um wenige Tage schneller, allerdings gilt eine Besteigung Ohs als umstritten. Deshalb führen Quellen Pasaban als erste Frau auf allen Achttausendern an. (Zu Details zur umstrittenen Besteigung siehe Streit um Oh Eun-suns Besteigung des Kangchendzönga).
Pasaban hat die Achttausender in folgender Reihenfolge bestiegen:
- 23. Mai 2001: Mount Everest
- 16. Mai 2002: Makalu
- 5. Oktober 2002: Cho Oyu
- 26. Mai 2003: Lhotse
- 19. Juli 2003: Gasherbrum II
- 26. Juli 2003: Hidden Peak
- 26. Juli 2004: K2
- 20. Juli 2005: Nanga Parbat
- 12. Juli 2007: Broad Peak
- 1. Mai 2008: Dhaulagiri
- 5. Oktober 2008: Manaslu
- 18. Mai 2009: Kangchendzönga
- 17. April 2010: Annapurna
- 17. Mai 2010: Shishapangma

In zwei parallelen und unabhängigen Expeditionen erreichten Pasaban und Gerlinde Kaltenbrunner den Gipfel des Broad Peak am 12. Juli 2007 zugleich. Am Dhaulagiri waren sie auch am selben Tag, dem 1. Mai 2008, auf dem Gipfel. Im Oktober 2008 war Pasaban nur einen Tag nach Nives Meroi auf dem Manaslu.
Durch Erfrierungen hat sie am K2 zwei Zehen verloren. Beim Abstieg vom Mount Everest wurde zusätzlicher Sauerstoff verwendet. Auch im Abstieg vom Kangchendzönga wurde zwischen Lager 3 und Lager 1 Flaschensauerstoff ergänzend eingesetzt. Zudem musste Edurne Pasaban von zwei Hochträgern und vier Expeditionskameraden bis zum Basislager unterstützt werden. Von dort wurde sie dann wegen leichter Erfrierungen an Zehen und Fingern mit einem Helikopter ausgeflogen.